# 日本製紙クレシア
日本製紙クレシア株式会社（にっぽんせいしクレシア、英: NIPPON PAPER CRECIA CO., LTD.）は、トイレットペーパーやティッシュペーパーなどの製造販売を行う日本製紙グループの企業。
アメリカ合衆国のキンバリー・クラークが有するブランド「クリネックス」と「スコッティ」を提供している。

## 事業所
- 本社
  - 東京都千代田区神田駿河台四丁目6番地（〒101-8215）
- 工場
  - 東京工場 - 埼玉県草加市松江四丁目2-16（〒340-8611）
  - 開成工場 - 神奈川県足柄上郡開成町吉田島500（〒258-0021）
  - 興陽工場 - 静岡県富士市比奈450（〒417-0847）
  - 京都工場 - 京都府福知山市長田野町1-54（〒620-0853）
- 営業支社
  - 北海道営業支社 - 北海道札幌市中央区北3条西2丁目
  - 東北営業支社 - 宮城県仙台市青葉区中央3－10－19
  - 北関東営業支社 - 埼玉県さいたま市大宮区桜木町4丁目261番地
  - 家庭用品関東営業支社 - 本社内
  - 横浜営業支社 - 神奈川県横浜市港北区新横浜2-5-10
  - 中部営業支社 - 愛知県名古屋市中区栄2-3-31
  - 関西営業支社 - 大阪府吹田市広芝町10-8
  - 中四国営業支社 - 広島県広島市中区大手町3-8-1
  - 九州営業支社 - 福岡県福岡市中央区天神1-4-2

## 沿革
1993年の親会社の合併を契機に1996年に発足。ただし商品ブランド名は統合せず、現在も「クリネックス」（旧十條キンバリー）と「スコッティ」（旧山陽スコット）の二本立てで展開している。

### 十條キンバリー
- 1963年（昭和38年）4月2日 - 十條製紙とキンバリー・クラーク社の合弁により十條キンバリー株式会社設立。
- 1964年（昭和39年）8月 - 東京工場操業開始。
- 1979年（昭和54年）10月 - 京都工場操業開始。

### 山陽スコット
- 1961年（昭和36年）10月1日 - 山陽パルプとスコットペーパー社の合弁により山陽スコット株式会社設立。
- 1963年（昭和38年）7月 - 開成工場操業開始。
- 1993年（平成5年）4月 - 株式会社クレシアに社名変更。
- 1996年（平成8年）8月 - 岩国工場操業開始。

### 両社合併後
- 1996年（平成8年）10月1日 - 十條キンバリーとクレシアの合併により、株式会社クレシアに社名変更。
- 2006年（平成18年）8月1日 - 日本製紙クレシア株式会社に社名変更。
- 2008年（平成20年）4月1日 - 日本製紙から日本製紙グループ本社へ親会社を変更。
- 2012年（平成24年）10月1日 - 興陽製紙を吸収合併。
- 2013年（平成25年）4月1日 - 日本製紙グループ本社から日本製紙へ親会社を変更。
- 2020年（令和2年）10月1日 - 特種東海製紙の子会社であるトライフのタオル用紙事業の営業部門を統合。「Towper（タウパー）」ブランドの販売を開始[4]。
- 2022年（令和4年）4月1日 - コーポレートロゴが改定され、日本製紙グループ共通のロゴから15年8ヶ月ぶりに「CRECiA」ロゴへ移行[5]。

## グループ企業
加工部門
- クレシア紙工東日本 - 東京・開成工場の加工部門、メンテナンスなどを担当
- クレシア紙工京都 - 京都工場の加工部門、メンテナンスなどを担当

その他
- クレシア物流 - 製品の物流を担当
- 福田製紙 - 紙・パルプを製造

## 商品
- クリネックス
- スコッティ
- タウパー
- ポイズ
- アクティ
- キムワイプ
- キムタオル

など